# وادي فجر (تبوك)
وادي فجر هو أحد أودية شبه الجزيرة العربية، ويقع في منطقة تبوك بالمملكة العربية السعودية. في الجنوب الشرقي من مدينة تبوك ، سكانه من بادية قبيلة بنو عطية حيث يبلغ طول الوادي 170 كم ومتوسط انحداره 2 م / كم. ينبع من جبال الضاحكية وجبال اللبدة، ويصب في نفود الرشيدان. من أهم روافده وادي القليبة.